# Liste der EU-Vogelschutzgebiete in Niederbayern
Die Liste der EU-Vogelschutzgebiete in Niederbayern zeigt die Europäischen Vogelschutzgebiete (englisch Special Protection Area, SPA) im bayerischen Regierungsbezirk Niederbayern. Sie sind Bestandteil des europäischen Schutzgebietsnetzes Natura 2000.
Teilweise überschneiden sie sich mit bestehenden FFH-, Natur- und Landschaftsschutzgebieten.
In Niederbayern gibt es zwölf EU-Vogelschutzgebiete. (Stand Februar 2016)
| Name                                                          | Bild | Kennung                     | Einzelheiten                                                   | Position | Fläche Hektar | Datum |
| ------------------------------------------------------------- | ---- | --------------------------- | -------------------------------------------------------------- | -------- | ------------- | ----- |
| Donau zwischen Regensburg und Straubing                       |      | DE-7040-471 WDPA: 555537867 |                                                                | ⊙        | 3.276,43      |       |
| Donau zwischen Straubing und Vilshofen                        |      | DE-7142-471 WDPA: 555537876 |                                                                | ⊙        | 6.914,13      |       |
| Felsen und Hangwälder im Altmühl-, Naab-, Laber- und Donautal |      | DE-7037-471 WDPA: 555537865 |                                                                | ⊙        | 4.831,19      |       |
| Großer und Kleiner Arber mit Schwarzeck                       |      | DE-6844-471 WDPA: 555537852 | Großer Arber, Kleiner Arber, Großer Arbersee, Kleiner Arbersee | ⊙        | 3.546,24      |       |
| Isarmündung                                                   |      | DE-7243-402 WDPA: 163929    |                                                                | ⊙        | 2.132,00      |       |
| Nationalpark Bayerischer Wald                                 |      | DE-6946-301 WDPA: 555579396 |                                                                | ⊙        | 24.206,00     |       |
| NATO-Übungsplatz Siegenburg                                   | BW   | DE-7236-304 WDPA: 555537882 |                                                                | ⊙        | 261,00        |       |
| Naturschutzgebiet 'Vogelfreistätte Mittlere Isarstauseen'     |      | DE-7537-401 WDPA: 555537908 |                                                                | ⊙        | 590,00        |       |
| Salzach und Inn                                               |      | DE-7744-471 WDPA: 555537920 |                                                                | ⊙        | 4.839,45      |       |
| Untere Isar oberhalb Mündung                                  |      | DE-7243-401 WDPA: 555537883 |                                                                | ⊙        | 970,00        |       |
| Wälder im Donautal                                            |      | DE-7040-302 WDPA: 555579395 |                                                                | ⊙        | 1.289,00      |       |
| Wiesenbrütergebiete im Unteren Isartal                        |      | DE-7341-471 WDPA: 555537893 |                                                                | ⊙        | 1.386,04      |       |
| Legende für Vogelschutzgebiet                                 |      |                             |                                                                |          |               |       |